# Misty May-Treanor
Misty May, actualment Misty May-Treanor, (Los Angeles, Estats Units 1977) és una jugadora de voleibol platja nord-americana, guanyadora de tres medalles olímpiques d'or.

## Biografia
Va néixer el 30 de juliol de 1977 a la ciutat de Los Angeles, població situada a l'estat de Califòrnia. Es casà el 2004 amb el jugador de beisbol Matt Treanor, del qual adoptà el cognom. És filla del jugador de voleibol Butch May i cosina del tennista Taylor Dent.

## Carrera esportiva
Va participar, als 23 anys, en els Jocs Olímpics d'Estiu de 2000 realitzats a Sydney (Austràlia), on finalitzà en cinquena posició en la competició femenina de voleibol platja fent parella amb Holly McPeak. En els Jocs Olímpics d'Estiu de 2004 realitzats a Atenes (Grècia) aconseguí guanyar la medalla d'or fent parella amb Kerri Walsh, amb la qual revalidà aquest metall en els Jocs Olímpics d'Estiu de 2008 realitzats a Pequín (Xina), convertint-se així en les primeres jugadores de voleibol platja en aconseguir imposar-se en dues finals olímpiques, un fet que aconseguiren repetir en els Jocs Olímpics d'Estiu de 2012 celebrats a Londres (Regne Unit).
Al llarg de la seva carrera ha aconseguit quatre medalles en el Campionat del Món de voleibol platja, entre elles tres medalles d'or. Així mateix al llarg de la seva carrera ha guanyat més de 100 torneigs de voleibol platja.
També ha participat en competicions de voleibol indoor, aconseguint guanyar la medalla de bronze en els Jocs Panamericans de 1999 amb l'equip nord-americà.